# Road to Guangdong
Road to Guangdong (xinès simplificat: 广东之路, pinyin: Guǎngdōng zhī lù) és un videojoc d'aventura desenvolupat per Just Add Oil Games i publicat el 2019 per a les plataformes Steam, PlayStation 4, Xbox One i Nintendo Switch. És el primer joc de l'estudi.
El videojoc funciona com una road movie, on el protagonista, Sunny, recorre el sud de la Xina amb un cotxe vell. Part de la jugabilitat consisteix en visitar tallers i trobar recanvis per a que el cotxe puga continuar la ruta.
El disseny del joc, amb un cotxe Shanghai SH760A del 1974 com a part central de la trama, té forta influència estètica retro xinesa.